# Mintard
Mintard ist ein Ortsteil von Mülheim an der Ruhr und liegt im Südwesten des Stadtgebietes unmittelbar an der Ruhr. Er grenzt an Mülheim-Saarn, Mülheim-Menden (mit Ickten), Mülheim-Selbeck, Ratingen-Breitscheid und Essen-Kettwig. Die Einwohnerzahl belief sich zum 31. Dezember 2013 auf 703 Personen.

## Geschichte
Mintard war ein alter Fronhof des Damenstiftes Gerresheim, wahrscheinlich seit dem 11. Jahrhundert. Die anachronistische Vorstellung, dass schon 873 hier ein Dorf im hochmittelalterlichen Sinne einer Gemeinde und die Pfarrkirche St. Laurentius bestanden hätten, kann nicht begründet werden mit einer Nennung Mintards in einer Urkunde angeblich von 874, der Regenbirgischen Urkunde, weil diese Urkunde seit langem als Fälschung entlarvt worden ist. Älteste Belege für den Ortsnamen Mintard sind eine Heberolle des Stiftes Gerresheim und die tatsächliche Entstehungszeit der Regenbirgischen Urkunde um 1200. In der 2. Hälfte des 12. Jahrhunderts, der mutmaßlichen Entstehungszeit des Dorfes, wurde die Pfarrkirche errichtet. Der Sprengel der neuen Pfarrei umfasste die Honschaften Mintard, Breitscheid, Selbeck und Hösel (wo ein weiterer Fronhof des Stiftes lag). Im 14. Jahrhundert wurde Mintard Sitz des gleichnamigen Gerichts, zu dem jetzt auch die Honschaften Laupendahl und Kettwig vor der Brücke gehörten. Dort lagen die Adelssitze Landsberg und Hugenpoet. Landsberg war seit dem 14./15. Jahrhundert ein Amtssitz in der Grafschaft (1380 Herzogtum) Berg, teils selbständiges Amt, teils zum Amt Angermund gehörend.
In der Reformationszeit blieb die Kirche altgläubig, wenn auch ein großer Teil der Bevölkerung sich der Reformation zuwandte (1670 gab es 71 katholische und 82 reformierte Haushalte). In Linnep entstand eine reformierte Gemeinde, die 1684 eine eigene Kirche samt Friedhof bekam, mit Zuständigkeit für den Sprengel der Pfarrei Mintard. Hingegen ließen sich die katholisch gebliebenen adeligen Familien auf Landsberg und auf Hugenpoet, obgleich seit alters zu der seit Anfang des 17. Jahrhunderts reformierten Kirchengemeinde Kettwig gehörend, vom katholischen Pfarrer von Mintard betreuen.
1806 wurden unter französischer Kontrolle das Großherzogtum Berg und die Mairie Mintard begründet. Die Mairie umfasste die Honschaften Laupendahl mit dem heutigen Kettwig vor der Brücke sowie Breitscheid-Selbeck, kurzzeitig wurden erstmals auch rechtsruhrische Honschaften Teil der Mairie. In preußischer Zeit (ab 1815) wurde daraus die Bürgermeisterei Mintard mit Sitz in Vor der Brücke, die dem Kreis Düsseldorf unterstellt war. 1930 wurde das Amt Mintard, bestehend aus den Gemeinden Laupendahl, Mintard und Breitscheid-Selbeck, aufgelöst. Die Landgemeinde Laupendahl und die Hälfte Mintards wurden der Stadt Kettwig zugewiesen, die restlichen Teile Mintards, namentlich die gesamten Ruhrhöhen, gingen an die Gemeinde Breitscheid-Selbeck, das selbst wiederum seine nördliche Hälfte als Ortsteil Selbeck an Mülheim an der Ruhr abtreten musste. Bis 1975 war dieses Rest-Mintard nun Ortsteil der Stadt Kettwig, postalisch 4307 Kettwig 3, im Kreis Düsseldorf-Mettmann.
Die Stadt Kettwig wurde im Rahmen der kommunalen Neugliederung am 1. Januar 1975 zum Stadtteil von Essen (§ 6 Ruhrgebiet-Gesetz). Trotz heftiger Proteste der Einwohner wurde der Ortsteil Mintard von Kettwig getrennt und in die Stadt Mülheim an der Ruhr eingegliedert. Im Rahmen dieser Verwaltungsreform wurde Mintard dem Stadtteil Saarn angegliedert. Mintard ist nicht nur der flächenmäßig kleinste Ortsteil Mülheims, sondern mit knapp 700 Einwohnern an zehn Straßen ist es auch der am schwächsten besiedelte.

## Landschaft und Sehenswürdigkeiten

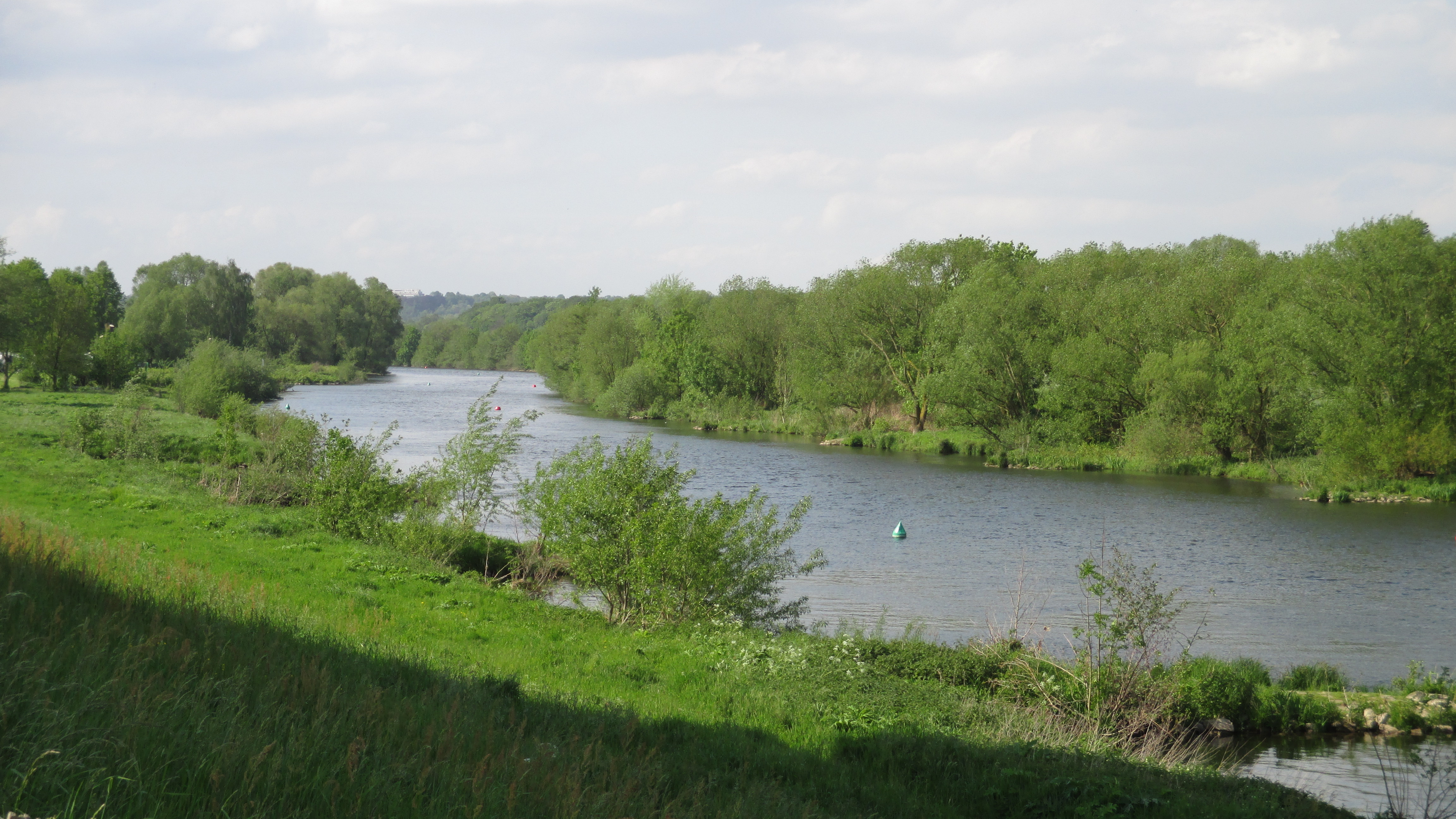
Das Ruhrtal bei Mintard

Die ländliche Lage im Süden der Stadt macht Mintard zu einem beliebten Vorort Mülheims. Der Ort befindet sich inmitten einer grünen Landschaft direkt am Flusslauf der Ruhr und ist umgeben von Feldern, Reiterhöfen und bewaldeten Hängen. Typisch sind die Fachwerkhäuser auf der Mintarder Dorfstraße, welche auf die lange Geschichte dieser Ortschaft schließen lassen.

### St.-Laurentius-Kirche

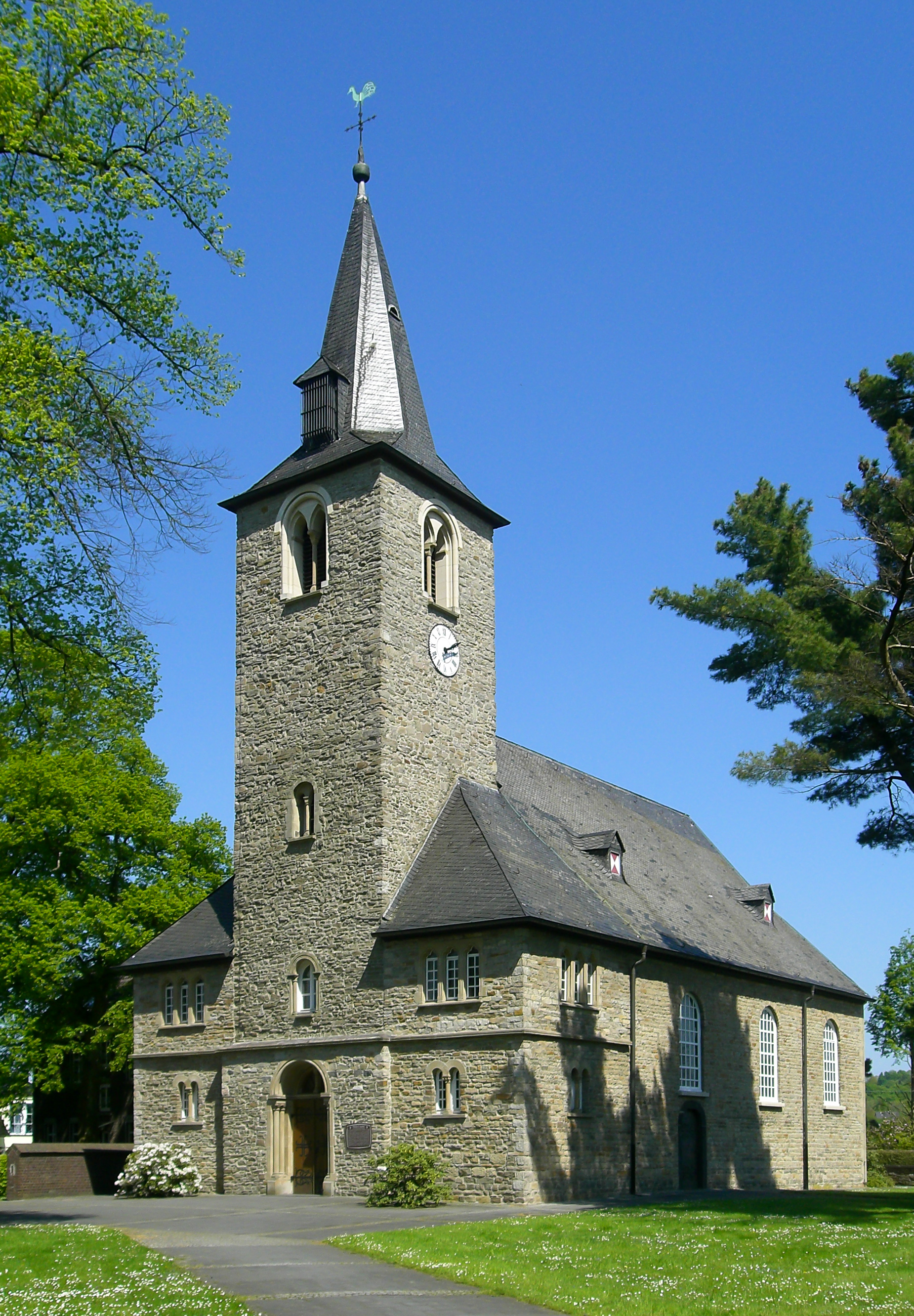
St.-Laurentius-Kirche

Der bestehende Kirchenbau der St.-Laurentius-Kirche wurde im Wesentlichen nach Zerstörung der Kirche im Dreißigjährigen Krieg errichtet (Datierung des Chors auf einer zeitgenössischen Tafel 1661), der Turm ist teilweise mittelalterlich, seitliche Anbauten am Turm sind von 1890.

### Ruhrtalbrücke

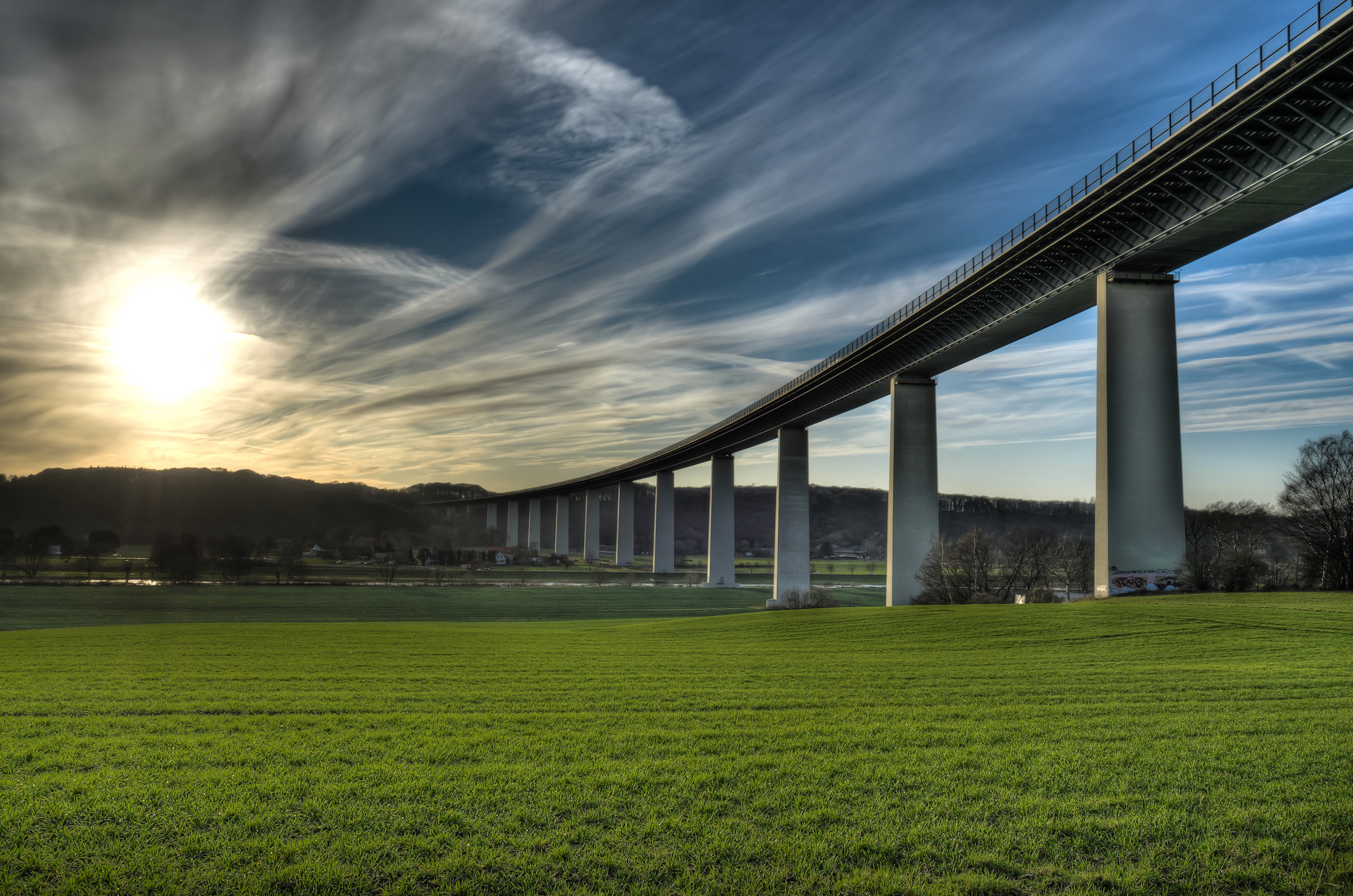
Brückenansicht aus dem Ruhrtal in Richtung Düsseldorf

Die Mintarder Ruhrtalbrücke, auf der die BAB 52 von Düsseldorf nach Essen die Ruhr überquert, ist mit 1800 Metern die längste stählerne Straßenbrücke Deutschlands. Zur Zeit ihrer Errichtung als autobahnmäßig ausgebaute B 288 von 1963 bis 1966 war sie ein Pionierprojekt des deutschen Straßenbaus. Die Baukosten betrugen umgerechnet ca. 20 Mio. Euro. Die Straße wurde vom damaligen Bundesverkehrsminister Hans-Christoph Seebohm als letzte seiner Amtshandlungen eingeweiht. Als „Selbstmörderbrücke“ erlangte sie zeitweise traurige Aufmerksamkeit.

## Kultur und Tradition
Der Kern der Mintarder Bevölkerung vollzieht bis heute im großen Stile kirchliche Feiertage. Besonders hervorzuheben ist das St.-Laurentius-Kirchweihfest, das jedes Jahr am letzten Sonntag im August mit einer feierlichen Prozession durch das Dorf den Höhepunkt erreicht und während dessen an zwei festlich geschmückten Segensaltären der sakramentale Segen erteilt wird.

### Vereine
In Mintard hat sich 2009 der Bürgerverein „Wir in Mintard“ gegründet. Mintard beheimatet auch einen Fußball-Verein, nämlich die DJK Blau-Weiß Mintard.

## Verkehr und Infrastruktur
Von 1876 bis 1968 führte die Untere Ruhrtalbahn zwischen Styrum und Kettwig durch Mintard. Auf Drängen der Mintarder Bürger wurde am 15. Oktober 1884 in Mintard auch ein Haltepunkt eingerichtet. Um 1900 wurden ein Stellwerk, eine Fahrkartenausgabe mit Kiosk und ein Warteraum mit Toilette errichtet. Nach der Stilllegung der Strecke 1968 wurden alle Bauwerke abgerissen. Ein Modell des Stellwerks Mintard ist im Besitz der Mülheimer Eisenbahnfreunde. Heute ist in Mintard nur noch der Bahndamm zurückgeblieben, der von den angrenzenden Privatgrundstücken sehr schnell aufgenommen wurde.
Derzeit wird Mintard nur noch im Stundentakt von der Buslinie 134 der Ruhrbahn angefahren. Diese verkehrt von Mintard  über Saarn und Speldorf zum Mülheimer Hafen. In Richtung Breitscheid und Kettwig gab es bis zu ihrer Einstellung 2007 die Buslinie 762. Die Mintarder forderten zwar immer wieder, dass der Bus wieder nach Breitscheid und Kettwig verkehrt, jedoch zeigten die Städte bislang kein Interesse. Mit dem Fahrplanwechsel am 7. August 2023 wird die Linie 134 über die bisherige Endhaltestelle „Am Biestenkamp“ in Mintard hinaus bis zum Kettwiger Markt verlängert. Somit ist zumindest nach Essen-Kettwig wieder eine Direktverbindung gegeben.
Der im Jahr 2011 aufgegebene Halt der Weißen Flotte am Mintarder Wasserbahnhof wurde im Mai 2017 mit einem neuen Schiffanleger wieder in Betrieb genommen.
Die Haushalte am Mintarder Berg gerieten immer wieder in die Schlagzeilen, da dort keine moderne Glasfasertechnik vorhanden und die Nutzung des Internets stark eingeschränkt ist.